# Copa Libertadores 1973
W czternastej edycji Copa Libertadores udział wzięło 19 klubów reprezentujących wszystkie kraje zrzeszone w CONMEBOL oprócz Wenezueli, której kluby wycofały się z turnieju. Każde z 9 państw wystawiło po 2 kluby, nie licząc broniącego tytułu argentyńskiego klubu CA Independiente, który awansował do półfinału bez gry. Ostatecznie Independiente obronił tytuł najlepszej klubowej drużyny w Ameryce Południowej, pokonując w finale po trzech meczach rewelację turnieju - chilijski klub CSD Colo-Colo.
W pierwszym etapie 20 klubów podzielono na 5 grup po 4 drużyny. W czwartej grupie miały grać zespoły z Kolumbii i Wenezueli - ponieważ kluby wenezuelskie zrezygnowały z udziału, grupa ta ostatecznie składała się tylko z 2 klubów. Z każdej grupy do następnej rundy awansował tylko zwycięzca. Jako szósty klub do półfinału awansował broniący tytułu Independiente.
W następnej, półfinałowej rundzie, 6 klubów podzielono na 2 grupy liczące po 3 drużyny. Do finału awansowali zwycięzcy obu grup.
Dużą niespodzianką była słaba postawa brazylijskiego klubu Botafogo FR, który w swojej półfinałowej grupie zajął ostatnie, trzecie miejsce. Grupę tę wygrał rewelacyjnie spisujący się klub CSD Colo-Colo. Żadnego zwycięstwa nie odniósł CA Peñarol.

## 1/4 finału

### Grupa 1Argentyna,Boliwia
| 21.02 Oriente Petrolero - River Plate 1:3 - Bravo - Carlos Manuel Morete, Ernesto Mastrángelo, Norberto Osvaldo Alonso - data według rsssf; inne źródła podają, że mecz odbył się 25 lutego |
| 25.02 Club Jorge Wilstermann - San Lorenzo de Almagro 1:0 - Limbert Cabrera |
| 28.02 Oriente Petrolero - San Lorenzo de Almagro 0:3 - Victorio Cocco (2), Juan José Irigoyen                                                                                               |
| 28.02 Club Jorge Wilstermann - River Plate 1:0 - Limbert Cabrera |
| 11.03 Oriente Petrolero - Club Jorge Wilstermann 3:1 - René Domingo Taritolay (2), Dedé - Freddy Vargas                                                                                     |
| 13.03 San Lorenzo de Almagro - River Plate 1:0 - Rubén Hugo Ayala |
| 19.03 River Plate - Club Jorge Wilstermann 2:2 - Carlos Manuel Morete, Juan José Ponce s - Milton, Joana Gangas                                                                             |
| 20.03 San Lorenzo de Almagro - Oriente Petrolero 4:0 - Rubén Hugo Ayala (2), Pedro Alexis González, Ramón Armando Heredia                                                                   |
| 22.03 San Lorenzo de Almagro - Club Jorge Wilstermann 3:0 - Rubén Hugo Ayala (2), Carlos Veglio                                                                                             |
| 23.03 River Plate - Oriente Petrolero 7:1 - Pedrozo s, Joaquín Martínez, Oscar Más, Norberto Osvaldo Alonso, Edgardo Roberto Di Meola, Carlos Ángel López (2) - Ribeiro                     |
| 27.03 River Plate - San Lorenzo de Almagro 0:4 - Luciano Figueroa (3), Ramón Armando Heredia                                                                                                |
| 27.03 Club Jorge Wilstermann - Oriente Petrolero 1:0 - Sánchez |

| Klub                   | Mecze | Zw | Rem | Por | Pkt | BrZd | BrStr |
| ---------------------- | ----- | -- | --- | --- | --- | ---- | ----- |
| San Lorenzo de Almagro | 6     | 5  | 0   | 1   | 10  | 15   | 1     |
| Club Jorge Wilstermann | 6     | 3  | 1   | 2   | 7   | 6    | 8     |
| River Plate            | 6     | 2  | 1   | 3   | 5   | 12   | 10    |
| Oriente Petrolero      | 6     | 1  | 0   | 5   | 2   | 5    | 19    |

### Grupa 2Brazylia,Urugwaj
| 17.02 SE Palmeiras - Botafogo FR 3:2 - Leivinha (2), Nei - Dirceu, Marinho Chagas                              |
| 17.02 Club Nacional de Football - CA Peñarol 2:0 - Luis Cubilla, Juan Carlos Mamelli                           |
| 24.02 Botafogo FR - Club Nacional de Football 3:2 - Marinho Chagas (2), Jairzinho - Ildo Maneiro, Luis Cubilla |
| 25.02 SE Palmeiras - CA Peñarol 2:0 - Leivinha, Dudú                                                           |
| 28.02 SE Palmeiras - Club Nacional de Football 1:1 - Ademir da Guia - Juan Carlos Mamelli                      |
| 01.03 Botafogo FR - CA Peñarol 4:1 - Roberto Miranda, Jairzinho, Rodolfo José Fischer, Ferreti - Rubén Corbo   |
| 10.03 CA Peñarol - Club Nacional de Football 1:1 - Mario González - Walter Mantegazza                          |
| 12.03 Botafogo FR - SE Palmeiras 2:0 - Roberto Miranda (2)                                                     |
| 14.03 CA Peñarol - Botafogo FR 2:2 - Fernando Morena (2) - Marinho Chagas, Rodolfo José Fischer                |
| 17.03 Club Nacional de Football - Botafogo FR 1:2 - Washington Calcaterra - Roberto Miranda, Jairzinho         |
| 21.03 CA Peñarol - SE Palmeiras 0:2 - Fedato, Nei                                                              |
| 24.03 Club Nacional de Football - SE Palmeiras 1:2 - Walter Mantegazza - Nei, Ademir da Guia                   |

- Z powodu równej liczby punktów rozegrano dodatkowy mecz o pierwsze miejsce:

| 29.03 Botafogo FR - SE Palmeiras 2:1 - Luis Pereira s, Jairzinho - Ademir da Guia |

| Klub                      | Mecze | Zw | Rem | Por | Pkt | BrZd | BrStr |
| ------------------------- | ----- | -- | --- | --- | --- | ---- | ----- |
| Botafogo FR               | 6     | 4  | 1   | 1   | 9   | 15   | 9     |
| SE Palmeiras              | 6     | 4  | 1   | 1   | 9   | 10   | 6     |
| Club Nacional de Football | 6     | 1  | 2   | 3   | 4   | 8    | 9     |
| CA Peñarol                | 6     | 0  | 2   | 4   | 2   | 4    | 13    |

### Grupa 3Chile,Ekwador
| 25.02 Emelec Guayaquil - CD El Nacional 2:0 - Rafael Robila (2)                                                                  |
| 01.03 CSD Colo-Colo - Unión Española 5:0 - Carlos Caszely (2), Francisco Valdés (2), Alfonso Lara                                |
| 11.03 Emelec Guayaquil - Unión Española 1:0 - Marcos Guime                                                                       |
| 11.03 CD El Nacional - CSD Colo-Colo 1:1 - Italo Estupiñán - Carlos Caszely                                                      |
| 14.03 Emelec Guayaquil - CSD Colo-Colo 1:0 - Félix Lasso                                                                         |
| 14.03 CD El Nacional - Unión Española 1:0 - Italo Estupiñán                                                                      |
| 18.03 CD El Nacional - Emelec Guayaquil 1:0 - Italo Estupiñán                                                                    |
| 18.03 Unión Española - CSD Colo-Colo 0:0                                                                                         |
| 22.03 Unión Española - CD El Nacional 2:1 - Viveros, Francisco José Las Heras - Italo Estupiñán                                  |
| 24.03 Unión Española - Emelec Guayaquil 1:1 - Rogelio Farías - Julio Bayona                                                      |
| 25.03 CSD Colo-Colo - CD El Nacional 5:1 - Sergio Ahumada, Francisco Valdés (2), Carlos Caszely (2) - Héctor Morales             |
| 28.03 CSD Colo-Colo - Emelec Guayaquil 5:1 - Francisco Valdés, Sergio Messen, Sergio Ahumada, Carlos Caszely (2) - Luis Lamberck |

| Klub             | Mecze | Zw | Rem | Por | Pkt | BrZd | BrStr |
| ---------------- | ----- | -- | --- | --- | --- | ---- | ----- |
| CSD Colo-Colo    | 6     | 3  | 2   | 1   | 8   | 16   | 4     |
| Emelec Guayaquil | 6     | 3  | 1   | 2   | 7   | 6    | 7     |
| CD El Nacional   | 6     | 2  | 1   | 3   | 5   | 5    | 10    |
| Unión Española   | 6     | 1  | 2   | 3   | 4   | 3    | 9     |

### Grupa 4Kolumbia,Wenezuela
| 15.03 Millonarios FC - Deportivo Cali 6:2 - Delio Gamboa (2), Willington Ortiz (2), Apolinar Paniagua (2) - Gallego, Da Graca |
| 21.03 Deportivo Cali - Millonarios FC 0:0                                                                                     |

- Wenezuela wycofała się z Copa Libertadores.

| Klub           | Mecze | Zw | Rem | Por | Pkt | BrZd | BrStr |
| -------------- | ----- | -- | --- | --- | --- | ---- | ----- |
| Millonarios FC | 2     | 1  | 1   | 0   | 3   | 6    | 2     |
| Deportivo Cali | 2     | 0  | 1   | 1   | 1   | 2    | 6     |

### Grupa 5Paragwaj,Peru
| 02.02 Club Sporting Cristal - Universitario Lima 2:2 - Alberto del Castillo, Reynaldo Jaime - Héctor Bailetti, Víctor Calatayud |
| 04.02 Cerro Porteño - Club Olimpia 4:2 - Crispín Maciel (3), Saturnino Arrúa - Vidal Maciel, Rafael Crsipin Verza               |
| 14.02 Universitario Lima - Club Olimpia 2:1 - Hernán Castañeda, Bustos - Carlos Diarte                                          |
| 17.02 Club Sporting Cristal - Club Olimpia 1:0 - Vinha de Souza                                                                 |
| 19.02 Universitario Lima - Cerro Porteño 0:2 - Roberto Cino, Crispín Maciel                                                     |
| 22.02 Club Sporting Cristal - Cerro Porteño 1:1 - Alberto del Castillo - Saturnino Arrúa                                        |
| 02.03 Club Olimpia - Cerro Porteño 2:1 - Lorenzo Jiménez, Rafael Crsipin Verza - Saturnino Arrúa                                |
| 02.03 Universitario Lima - Club Sporting Cristal 0:1 - Vinha de Souza                                                           |
| 09.03 Club Olimpia - Universitario Lima 3:1 - Carlos Diarte, Rafael Crsipin Verza, Flaminio Sosa - Héctor Bailetti              |
| 13.03 Cerro Porteño - Universitario Lima 1:0 - Pedro Alcides Bareiro                                                            |
| 16.03 Club Olimpia - Club Sporting Cristal 1:0 - Flaminio Sosa                                                                  |
| 20.03 Cerro Porteño - Club Sporting Cristal 5:0 - Saturnino Arrúa (4), Roberto Cino                                             |

| Klub                  | Mecze | Zw | Rem | Por | Pkt | BrZd | BrStr |
| --------------------- | ----- | -- | --- | --- | --- | ---- | ----- |
| Cerro Porteño         | 6     | 4  | 1   | 1   | 9   | 14   | 5     |
| Club Olimpia          | 6     | 3  | 0   | 3   | 6   | 9    | 9     |
| Club Sporting Cristal | 6     | 2  | 2   | 2   | 6   | 5    | 9     |
| Universitario Lima    | 6     | 1  | 1   | 4   | 3   | 5    | 10    |

### Obrońca tytułu
| CA Independiente jako obrońca tytułu awansował do półfinału bez gry. |

## 1/2 finału

### Grupa 1
| 06.04 Millonarios FC - CA Independiente 1:0 - Luis Eduardo Soto                                                             |
| 11.04 Millonarios FC - San Lorenzo de Almagro 0:0                                                                           |
| 24.04 San Lorenzo de Almagro - Millonarios FC 2:0 - Juan Carlos Piris, Victorio Cocco                                       |
| 26.04 CA Independiente - Millonarios FC 2:0 - Ricardo Pavoni, Agustín Balbuena                                              |
| 05.05 San Lorenzo de Almagro - CA Independiente 2:2 - Rubén Hugo Ayala, Victorio Cocco - Agustín Balbuena, Miguel Giachello |
| 09.05 CA Independiente - San Lorenzo de Almagro 1:0 - Miguel Giachello                                                      |

| Klub                   | Mecze | Zw | Rem | Por | Pkt | BrZd | BrStr |
| ---------------------- | ----- | -- | --- | --- | --- | ---- | ----- |
| CA Independiente       | 4     | 2  | 1   | 1   | 5   | 5    | 3     |
| San Lorenzo de Almagro | 4     | 1  | 2   | 1   | 4   | 4    | 3     |
| Millonarios FC         | 4     | 1  | 1   | 2   | 3   | 1    | 4     |

### Grupa 2
| 06.04 Botafogo FR - CSD Colo-Colo 1:2 - Ferreti - Carlos Caszely, Francisco Valdés                                                           |
| 11.04 Cerro Porteño - CSD Colo-Colo 5:1 - Roberto Cino (2), Adalberto Escobar, Faustino Valentín Mendoza, Leonel Herrera s - Fernando Osorio |
| 26.04 Cerro Porteño - Botafogo FR 3:2 - Juvencio Osorio, Luis César Ortiz Aquino, Adalberto Escobar - Dirceu, Zequinha                       |
| 04.05 CSD Colo-Colo - Cerro Porteño 4:0 - Francisco Valdés (2), Leonardo Véliz, Sergio Ahumada                                               |
| 08.05 CSD Colo-Colo - Botafogo FR 3:3 - Sergio Ahumada, Rafael González, Leonardo Véliz - Dirceu (2), Rodolfo José Fischer                   |
| 15.05 Botafogo FR - Cerro Porteño 2:0 - Dirceu, Rodolfo José Fischer                                                                         |

| Klub          | Mecze | Zw | Rem | Por | Pkt | BrZd | BrStr |
| ------------- | ----- | -- | --- | --- | --- | ---- | ----- |
| CSD Colo-Colo | 4     | 2  | 1   | 1   | 5   | 10   | 9     |
| Cerro Porteño | 4     | 2  | 0   | 2   | 4   | 8    | 9     |
| Botafogo FR   | 4     | 1  | 1   | 2   | 3   | 8    | 8     |

## FINAŁ
| CA Independiente - CSD Colo-Colo 1:1 i 0:0, dod. 2:1 (dog) |
| 22 maja 1973 Buenos Aires (Avellaneda) Estadio Almirante Cordero (40 000) CA Independiente - CSD Colo-Colo 1:1 (0:0) Sędzia: Lorenzo Milton (Urugwaj) Bramki: 0:1 Francisco Sá 71s, 1:1 Mario Mendoza 75 CA Independiente: Miguel Ángel Santoro - Eduardo Antonio Commisso, Francisco Sá, Miguel Ángel López, Ricardo Pavoni, Alejandro Estanislao Semenewicz, Miguel Ángel Raimondo, Héctor Jesús Martínez, Agustín Balbuena (Daniel Bertoni), Miguel Giachello (Eduardo Maglioni), Mario Mendoza. Club Social y Deportivo Colo-Colo: Adolfo Nef - Mario Galindo, Leonel Herrera, Rafael González, Alejandro Silva, Guillermo Páez, Francisco Valdés, Fernando Osorio (Carlos Caszely), Sergio Messen, Sergio Ahumada, Leonardo Véliz (Alfonso Lara). |
| 29 maja 1973 Santiago Estadio Nacional (80 000) CSD Colo-Colo - CA Independiente 0:0 Sędzia: Romualdo Arppi Filho (Brazylia) Club Social y Deportivo Colo-Colo: Adolfo Nef - Mario Galindo, Leonel Herrera, Rafael González, Alejandro Silva, Guillermo Páez, Francisco Valdés, Fernando Osorio, Carlos Caszely, Sergio Messen, Leonardo Véliz. CA Independiente: Miguel Ángel Santoro - Eduardo Antonio Commisso, Francisco Sá, Miguel Ángel López, Ricardo Pavoni, Alejandro Estanislao Semenewicz, Miguel Ángel Raimondo, Héctor Jesús Martínez, Agustín Balbuena (Daniel Bertoni), Miguel Giachello (Eduardo Maglioni), Mario Mendoza. |
| 6 czerwca 1973 Montevideo Estadio Centenario (?) CA Independiente - CSD Colo-Colo 2:1 (1:1,1:1) Sędzia: José Romei (Paragwaj) Bramki: 1:0 Mario Mendoza 25, 1:1 Carlos Caszely 39, 2:1 Miguel Giachello 107 CA Independiente: Miguel Ángel Santoro - Eduardo Antonio Commisso, Francisco Sá, Miguel Ángel López, Ricardo Pavoni, Alejandro Estanislao Semenewicz, Miguel Ángel Raimondo, Rubén Galván, Daniel Bertoni, Eduardo Maglioni (Ricardo Bochini), Mario Mendoza (Miguel Giachello). Club Social y Deportivo Colo-Colo: Adolfo Nef - Mario Galindo, Leonel Herrera, Rafael González, Alejandro Silva (Gerardo Castañeda), Francisco Valdés, Guillermo Páez, Sergio Messen, Carlos Caszely, Sergio Ahumada, Leonardo Véliz (Alfonso Lara).      |

## Klasyfikacja
Poniższa tabela ma charakter statystyczny. O kolejności decyduje na pierwszym miejscu osiągnięty etap rozgrywek, a dopiero potem dorobek bramkowo-punktowy. W przypadku klubów, które odpadły w rozgrywkach grupowych o kolejności decyduje najpierw miejsce w tabeli grupy, a dopiero potem liczba zdobytych punktów i bilans bramkowy.
| Poz                                                                      | Klub                      | Mecze | Zw | Rem | Por | Pkt | BrZd | BrStr |
| ------------------------------------------------------------------------ | ------------------------- | ----- | -- | --- | --- | --- | ---- | ----- |
| 1                                                                        | CA Independiente          | 7     | 3  | 3   | 1   | 9   | 8    | 5     |
| 2                                                                        | CSD Colo-Colo             | 13    | 5  | 5   | 3   | 15  | 28   | 16    |
| 3                                                                        | San Lorenzo de Almagro    | 10    | 6  | 2   | 2   | 14  | 19   | 4     |
| 4                                                                        | Cerro Porteño             | 10    | 6  | 1   | 3   | 13  | 22   | 14    |
| 5                                                                        | Botafogo FR               | 11    | 6  | 2   | 3   | 14  | 25   | 18    |
| 6                                                                        | Millonarios FC            | 6     | 2  | 2   | 2   | 6   | 7    | 6     |
| 7                                                                        | SE Palmeiras              | 7     | 4  | 1   | 2   | 9   | 11   | 8     |
| 8                                                                        | Club Jorge Wilstermann    | 6     | 3  | 1   | 2   | 7   | 6    | 8     |
| 9                                                                        | Emelec Guayaquil          | 6     | 3  | 1   | 2   | 7   | 6    | 7     |
| 10                                                                       | Club Olimpia              | 6     | 3  | 0   | 3   | 6   | 9    | 9     |
| 11                                                                       | Deportivo Cali            | 2     | 0  | 1   | 1   | 1   | 2    | 6     |
| 12                                                                       | Club Sporting Cristal     | 6     | 2  | 2   | 2   | 6   | 5    | 9     |
| 13                                                                       | River Plate               | 6     | 2  | 1   | 3   | 5   | 12   | 10    |
| 14                                                                       | CD El Nacional            | 6     | 2  | 1   | 3   | 5   | 5    | 10    |
| 15                                                                       | Club Nacional de Football | 6     | 1  | 2   | 3   | 4   | 8    | 9     |
| 16                                                                       | Unión Española            | 6     | 1  | 2   | 3   | 4   | 3    | 9     |
| 17                                                                       | Universitario Lima        | 6     | 1  | 1   | 4   | 3   | 5    | 10    |
| 18                                                                       | CA Peñarol                | 6     | 0  | 2   | 4   | 2   | 4    | 13    |
| 19                                                                       | Oriente Petrolero         | 6     | 1  | 0   | 5   | 2   | 5    | 19    |
| Podsumowanie: 66 meczów, w tym 15 remisów, 190 bramek - 2.88 bramki/mecz |                           |       |    |     |     |     |      |       |